# Etrian Odyssey IV: Legends of the Titan
 (novembre 2017).
Si vous disposez d'ouvrages ou d'articles de référence ou si vous connaissez des sites web de qualité traitant du thème abordé ici, merci de compléter l'article en donnant les références utiles à sa vérifiabilité et en les liant à la section « Notes et références ».
Etrian Odyssey IV: Legends of the Titan est un jeu vidéo de type dungeon crawler développé et édité par Atlus sur Nintendo 3DS en 2012. Il s'agit du premier opus sur 3DS, permettant de bénéficier des effets en trois dimensions. Si le jeu reprend une partie du gameplay, il se focalise sur une optimisation plus large de son équipe et d'une navigation moins linéaire.

## Histoire

### Synopsis
Le joueur incarne une équipe d'explorateurs, arrivant fraîchement dans la ville de Tharsis. Le Comté de Tharsis aide diverses guildes à explorer les environs de la ville, pour s'approcher du gigantesque arbre d'Yggdrasil. Au fur et à mesure de leurs aventures, les explorateurs vont découvrir l'existence d'autres races et se mesurer à un ennemi puissant.

### Tharsis
Tharsis est le nom de la ville qui est une zone neutre. La guilde pourra dans ces lieux acquérir de l'équipement, améliorer leur zeppelin, agrandir ou arranger sa taille à la guilde des explorateurs, se reposer ou stocker des objets à l'auberge, exécuter des quêtes annexes dans la taverne et avancer dans l'intrigue principale en discutant avec le comte.

## Système de jeu

### Généralités
Le système est similaire aux trois autres opus d'Etrian Odyssey.
Le joueur crée une guilde qu'il peuple d'aventuriers. Ceux-ci peuvent acquérir en expérience lors des combats pour augmenter leurs statistiques et débloquer des points de compétence. Comme dans les opus précédents, il peut faire "reposer" un personnage pour lui permettre de redistribuer ses points de compétences ou le mettre à la retraite, le remplaçant par un nouveau, moins expérimenté, mais avec plus de potentiel (il débute avec plus de points de compétence qu'un aventurier basique du même niveau).
Lors de l'exploration, le joueur doit cartographier avec l'écran tactile pour retrouver son chemin, l'exploration se faisant progressivement au vu de la difficulté du jeu.
Au niveau des différences avec les autres opus, le jeu met l'accent sur des techniques influençant la ligne de combat (une ligne avant, classiquement plus visée par les attaques adverses, et une ligne arrière, qui subit généralement moins de dégâts).
Il existe des paliers pour les aventuriers. Au niveau 20, l'aventurier débloque un nouveau lot de compétences, ainsi qu'au niveau 40, pouvant provoquer le "repos" d'un personnage pour concentrer les points sur les nouvelles compétences acquises.
Les personnages peuvent également se sous-classer à un point du jeu, multipliant les possibilités et la complémentarité d'une équipe. Un sous-classage permet d'accéder aux compétences d'une autre classe, à l'exception de la compétence spécialisée de la classe. Il n'est possible que de n'y attribuer que la moitié des points de compétences dans chaque compétence.
L'exploration ne comporte plus un unique donjon comportant plusieurs strates de quelques étages. Comme pour Etrian Odyssey III, il est possible de visiter une région du monde à bord d'un zeppelin où se trouvent des mini-donjons d'un seul étage, ainsi qu'un souterrain sur trois étages. Les régions sont sur trois niveaux de hauteur, forçant le joueur à revenir pour accéder à de nouvelles zones dès qu'il a la possibilité d'améliorer l'altitude effective de son zeppelin. La visite complète d'un souterrain permet d'accéder à une nouvelle région après la victoire contre un boss.
Les régions peuvent contenir de la nourriture qui permettent d'améliorer les statistiques des personnages, faire des diversions sur certains FOEs, des monstres particulièrement puissants que les personnages ne peuvent sans doute pas vaincre à sa première rencontre, pour pouvoir continuer leur progression. Des dragons élémentaux peuvent également apparaître. Rapides et puissants ils sont quasiment mortels pour leur équipe, mais laisse dans leur sillage des récompenses.
Une fois l'intrigue principale terminée, la chasse aux dragons devient une intrigue secondaire.

### Exploration
Au fur et à mesure que la guilde se déplace dans les Labyrinthes et les cavernes, le joueur doit cartographier à l'aide de l'écran tactile le plan de l'étage. Il dispose d'une palette de couleurs pour les sols, ainsi qu'une palette d'icônes pour démarquer les divers éléments qui peuvent se trouver sur son chemin.
Cette cartographie est nécessaire pour retrouver son chemin et pouvoir évoluer sans perte de temps, ainsi que de retrouver la sortie lorsque le joueur a épuisé son équipement ou possède trop de ressources.
Lorsque l'équipe se déplace une jauge colorée se teinte de rouge jusqu'à ce qu'un combat se déclare. Le joueur choisit les actions de chaque membre de son équipe puis le tour se déroule. Si l'équipe se débarrasse des adversaires, de l'expérience est distribuée entre survivants. Si toute l'équipe est éliminée, le joueur a perdu et peut reprendre à la dernière sauvegarde.
Certains ennemis, les FOEs, apparaissent sur la carte. Plus puissants que les ennemis rencontrés en combat classique, ils doivent souvent être évités la première fois que les personnages le rencontrent. Ils ont des trajectoires différentes, et peuvent éventuellement chasser les personnages s'ils détectent leur présence. Dans ce cas, l'arrivée d'un combat classique peut ralentir une équipe piégée car un FOE peut s'approcher dangereusement de leur position.

### Classes
À l'instar des trois premiers épisodes, le jeu repose sur une guilde dans lequel peut être enregistré jusqu'à 30 personnages. Si l'aventure débute avec seulement 7 classes, trois autres peuvent être débloquées au cours de l'avancement.
À un point de jeu, il est possible de sous-classer un personnage, permettant d'accéder aux compétences d'une autre classe. Un personnage n'a cependant pas accès à toutes les compétences de sa sous-classe, et ne peut distribuer autant de points de compétence dans sa sous-classe que si elle était sa classe principale. Le joueur a donc une large gamme de personnages différents.
- Lansquenet : guerrier polyvalent, il peut charger ses adversaires et possède des attaques élémentales
- Nightseeker (Chasseur Nocturne) : armé de deux épées ou couteaux, c'est un expert en assassinat pouvant provoquer des changements de statut
- Fortress (Forteresse) : combattant de premier rang armé d'une masse et d'un bouclier, il protège ses alliés en augmentant leur défense et en prenant les coups à leur place.
- Dancer (Danseur): combattant agile de premier rang, il peut combiner des danses de combat aux multiples effets faisant bénéficier le reste de son équipe, multipliant les attaques ou provoquant celles de ses alliées
- Medic (Médecin): soigneur de deuxième rang, il peut également ressusciter ses alliés, les désempêtrer ou soigner ses statuts. Il peut également délivrer de lourds coups de bâton ou de massue à l'adversaire.
- Sniper (Tireur d'élite): guerrier précis de fond de ligne armé d'un arc, il peut immobiliser les membres de ses adversaires pour délivrer des attaques mortelles.
- Runemaster (Maître des runes) : magicien de fond de ligne, il peut lancer des runes élémentaires (feu, glace, foudre) affectant les adversaires selon des trajectoires différentes.
- Arcanist (Arcaniste) : magicien équipé de rapière, il peut lancer des cercles handicapant ou entravant tous ses adversaires.
- Bushi (Samouraï) : expert au katana et à la masse, il peut devenir plus fort à mesure qu'il est blessé et céder à la rage de guerre.
- Imperial (Soldat impérial) : son épée technologique fait de lourds dégâts, mais demande plusieurs tours pour se recharger

## Accueil
- Jeuxvideo.com : 16/20[1]